# Enguterothrix
Genre
Synonymes
- Apophygone Tanasevitch, 2014

Enguterothrix est un genre d'araignées aranéomorphes de la famille des Linyphiidae.

## Distribution
Les espèces de ce genre se rencontrent au Congo-Kinshasa et en Thaïlande.

## Liste des espèces
Selon World Spider Catalog (version 17.5, 23/10/2016) :
- Enguterothrix crinipes Denis, 1962
- Enguterothrix simpulum (Tanasevitch, 2014)

## Publication originale
- Denis, 1962 : Notes sur les érigonides. XX. Erigonides d'Afrique orientale avec quelques remarques sur les erigonides éthiopiens. Revue de Zoologie et de Botanique Africaines, vol. 65, p. 169-203.